# Muhammad Shiran Khalji
Muhammad Shiran Khalji fue gobernante de Bengala desde 1206 hasta 1208.

## Historia
Después de la muerte de Bajtiiar Jalyi, los nobles Khalji de Lakhnaur nombraron a Shiran como el gobernante del país. Al ascender al trono, venció con sus ejércitos leales al rebelde Ali Mardan Khalji y lo humilló. Pero Ali Mardan Khalji huyó a Delhi y provocó que el Sultán de Delhi invadiera Bengala. Ali Mardan, acompañado por Kayemaj Roumi, el gobernador de Oudh invadió Bengala y destronó a Shiran Khilji. Shiran Khalji huyó a Dinajpur (probablemente el actual Dinajpur del Sur, Bengala Occidental, India, y no el Distrito de Dinajpur, Bangladés) y poco después murió allí.